# Lara Arruabarrena
Arruabarrena  Vecino est un nom espagnol. Le premier nom de famille, en général paternel, est Arruabarrena ; le second, en général maternel, souvent omis, est Vecino.
Lara Arruabarrena Vecino, née le 20 mars 1992, est une joueuse de tennis espagnole, professionnelle depuis 2011.
En simple, elle a remporté deux tournois sur le circuit WTA, dont le premier en février 2012 à Bogota alors qu'elle n'était que 174e au classement mondial. Elle connaît de meilleurs résultats en double, s'imposant dans huit tournois et atteignant le top 30 mondial.

## Carrière

### 2017 - Beau parcours au Masters de Miami
Alors classée 72e mondiale à sa première participation au Premier Mandatory de Miami, elle se qualifie pour les huitièmes de finale en battant aux premiers tours la joueuse invitée Natalia Vikhlyantseva (7-5, 6-1) et Irina-Camelia Begu, 29e tête de série et 28e mondiale (3-6, 6-4, 6-3) avant de dominer la 9e joueuse mondiale Madison Keys en deux manches (7-5, 7-5), remportant du même coup sa 2e victoire en carrière sur une joueuse du top 10 mondial (la 1re était face à Simona Halep en 2015 au Premier Mandatory de Pékin).

## Palmarès

### Titres en simple dames
| No | Date       | Nom et lieu du tournoi     | Catégorie | Dotation  | Surface      | Finaliste        | Score         |          |
| -- | ---------- | -------------------------- | --------- | --------- | ------------ | ---------------- | ------------- | -------- |
| 1  | 13-02-2012 | XX Copa Colsanitas, Bogota | Intern'l  | 220 000 $ | Terre (ext.) | Alexandra Panova | 6-2, 7-5      | Parcours |
| 2  | 19-09-2016 | Korea Open, Séoul          | Intern'l  | 250 000 $ | Dur (ext.)   | Monica Niculescu | 6-0, 2-6, 6-0 | Parcours |

### Finales en simple dames
| No | Date       | Nom et lieu du tournoi        | Catégorie | Dotation  | Surface      | Vainqueure                | Score    |          |
| -- | ---------- | ----------------------------- | --------- | --------- | ------------ | ------------------------- | -------- | -------- |
| 1  | 10-04-2017 | Claro Open Colsanitas, Bogota | Intern'l  | 250 000 $ | Terre (ext.) | Francesca Schiavone       | 6-4, 7-5 | Parcours |
| 2  | 09-04-2018 | Claro Open Colsanitas, Bogota | Intern'l  | 250 000 $ | Terre (ext.) | Anna Karolína Schmiedlová | 6-2, 6-4 | Parcours |

### Titres en double dames
| No | Date       | Nom et lieu du tournoi            | Catégorie | Dotation  | Surface      | Partenaire             | Finalistes                       | Score              |          |
| -- | ---------- | --------------------------------- | --------- | --------- | ------------ | ---------------------- | -------------------------------- | ------------------ | -------- |
| 1  | 08-04-2013 | Katowice Open Katowice            | Intern'l  | 235 000 $ | Terre (int.) | Lourdes Domínguez Lino | Raluca Olaru Valeria Solovieva   | 6-4, 7-5           | Parcours |
| 2  | 07-04-2014 | Claro Open Colsanitas Bogota      | Intern'l  | 226 750 $ | Terre (ext.) | Caroline Garcia        | Vania King Chanelle Scheepers    | 7-65, 6-4          | Parcours |
| 3  | 15-09-2014 | Korea Open Séoul                  | Intern'l  | 500 000 $ | Dur (ext.)   | Irina-Camelia Begu     | Mona Barthel Mandy Minella       | 6-3, 6-3           | Parcours |
| 4  | 23-02-2015 | Abierto Mexicano Telcel Acapulco  | Intern'l  | 226 750 $ | Dur (ext.)   | María T. Torró Flor    | Andrea Hlaváčková Lucie Hradecká | 7-62, 5-7, [13-11] | Parcours |
| 5  | 21-09-2015 | Korea Open Séoul                  | Intern'l  | 500 000 $ | Dur (ext.)   | Andreja Klepač         | Kiki Bertens Johanna Larsson     | 2-6, 6-3, [10-6]   | Parcours |
| 6  | 11-04-2016 | Claro Open Colsanitas Bogota      | Intern'l  | 250 000 $ | Terre (ext.) | Tatjana Maria          | Gabriela Cé Andrea Gámiz         | 6-2, 4-6, [10-8]   | Parcours |
| 7  | 11-07-2016 | Ladies Championship Gstaad Gstaad | Intern'l  | 250 000 $ | Terre (ext.) | Xenia Knoll            | Annika Beck Evgeniya Rodina      | 6-1, 3-6, [10-8]   | Parcours |
| 8  | 16-09-2019 | Korea Open Séoul                  | Intern'l  | 226 750 $ | Dur (ext.)   | Tatjana Maria          | Hayley Carter Luisa Stefani      | 7-67, 3-6, [10-7]  | Parcours |

### Finales en double dames
| No | Date       | Nom et lieu du tournoi                | Catégorie | Dotation  | Surface      | Vainqueures                            | Partenaire       | Score            |          |
| -- | ---------- | ------------------------------------- | --------- | --------- | ------------ | -------------------------------------- | ---------------- | ---------------- | -------- |
| 1  | 06-10-2014 | Japan Women's Open Osaka              | Intern'l  | 250 000 $ | Dur (ext.)   | Shuko Aoyama Renata Voráčová           | Tatjana Maria    | 6-1, 6-2         | Parcours |
| 2  | 17-05-2015 | Nürnberger Versicherungscup Nuremberg | Intern'l  | 250 000 $ | Terre (ext.) | Chan Hao-ching Anabel Medina Garrigues | Raluca Olaru     | 6-4, 7-65        | Parcours |
| 3  | 20-07-2015 | Nürnberger Gastein Ladies Bad Gastein | Intern'l  | 250 000 $ | Terre (ext.) | Danka Kovinić Stephanie Vogt           | Lucie Hradecká   | 4-6, 6-4, [10-3] | Parcours |
| 4  | 03-08-2015 | Citi Open Washington                  | Intern'l  | 250 000 $ | Dur (ext.)   | Belinda Bencic Kristina Mladenovic     | Andreja Klepač   | 7-5, 7-67        | Parcours |
| 5  | 12-10-2015 | Hong Kong Tennis Open Hong Kong       | Intern'l  | 250 000 $ | Dur (ext.)   | Alizé Cornet Yaroslava Shvedova        | Andreja Klepač   | 7-5, 6-4         | Parcours |
| 6  | 16-07-2018 | Ladies Championship Gstaad Gstaad     | Intern'l  | 250 000 $ | Terre (ext.) | Alexa Guarachi Desirae Krawczyk        | Timea Bacsinszky | 4-6, 6-4, [10-6] | Parcours |

### Titre en simple en WTA 125
| No | Date       | Nom et lieu du tournoi | Catégorie | Dotation  | Surface      | Finaliste        | Score    |          |
| -- | ---------- | ---------------------- | --------- | --------- | ------------ | ---------------- | -------- | -------- |
| 1  | 11-02-2013 | Copa Bionaire, Cali    | WTA 125   | 125 000 $ | Terre (ext.) | Catalina Castaño | 6-3, 6-2 | Parcours |

### Titre en double en WTA 125
| No | Date       | Nom et lieu du tournoi   | Catégorie | Dotation  | Surface      | Partenaire      | Finalistes          | Score             |          |
| -- | ---------- | ------------------------ | --------- | --------- | ------------ | --------------- | ------------------- | ----------------- | -------- |
| 1  | 29-07-2019 | Karlsruhe Open Karlsruhe | WTA 125   | 115 000 $ | Terre (ext.) | Renata Voráčová | Han Xinyun Yuan Yue | 62-7, 6-4, [10-4] | Parcours |

## Parcours en Grand Chelem

### En simple dames
| Année | Open d'Australie | Open d'Australie       | Internationaux de France | Internationaux de France | Wimbledon       | Wimbledon          | US Open         | US Open            |
| ----- | ---------------- | ---------------------- | ------------------------ | ------------------------ | --------------- | ------------------ | --------------- | ------------------ |
| 2012  | —                | —                      | 1er tour (1/64)          | Ana Ivanović             | —               | —                  | 2e tour (1/32)  | Jelena Janković    |
| 2013  | 1er tour (1/64)  | Hsieh Su-wei           | —                        | —                        | 1er tour (1/64) | Lesia Tsurenko     | 1er tour (1/64) | Jamie Hampton      |
| 2014  | 1er tour (1/64)  | Vesna Dolonc           | Q1                       | Alexandra Dulgheru       | Q1              | Ekaterina Bychkova | Q3              | Wang Qiang         |
| 2015  | 2e tour (1/32)   | Yanina Wickmayer       | 1er tour (1/64)          | Timea Bacsinszky         | 2e tour (1/32)  | Camila Giorgi      | 1er tour (1/64) | Bojana Jovanovski  |
| 2016  | 2e tour (1/32)   | Varvara Lepchenko      | 1er tour (1/64)          | Hsieh Su-wei             | 2e tour (1/32)  | Daria Kasatkina    | 1er tour (1/64) | Yaroslava Shvedova |
| 2017  | 1er tour (1/64)  | Yulia Putintseva       | 1er tour (1/64)          | Dominika Cibulková       | 1er tour (1/64) | Anett Kontaveit    | 1er tour (1/64) | Jeļena Ostapenko   |
| 2018  | 2e tour (1/32)   | Barbora Strýcová       | 2e tour (1/32)           | Petra Kvitová            | 2e tour (1/32)  | Hsieh Su-wei       | 2e tour (1/32)  | Barbora Strýcová   |
| 2019  | 1er tour (1/64)  | Alizé Cornet           | —                        | —                        | —               | —                  | Q2              | Tímea Babos        |
| 2020  | Q3               | Nao Hibino             | Q1                       | Ivana Jorović            | Annulé          | Annulé             | —               | —                  |
| 2021  | Q1               | Mihaela Buzărnescu     | 1er tour (1/64)          | Varvara Gracheva         | Q1              | Jana Fett          | Q2              | Rebeka Masarova    |
| 2022  | Q1               | Elisabetta Cocciaretto | —                        | —                        | —               | —                  | —               | —                  |

N.B. : à droite du résultat se trouve le nom de l'ultime adversaire.

### En double dames
| Année | Open d'Australie               | Open d'Australie       | Internationaux de France    | Internationaux de France | Wimbledon                     | Wimbledon             | US Open                       | US Open                     |
| ----- | ------------------------------ | ---------------------- | --------------------------- | ------------------------ | ----------------------------- | --------------------- | ----------------------------- | --------------------------- |
| 2013  | 1er tour (1/32) Domínguez      | Date Parra Sant.       | —                           | —                        | 1er tour (1/32) Puig          | Bouchard Martić       | —                             | —                           |
|       |                                |                        |                             |                          |                               |                       |                               |                             |
| 2015  | 2e tour (1/16) Begu            | Chan Y-j. Zheng Jie    | 2e tour (1/16) Begu         | Garcia Srebotnik         | 2e tour (1/16) Begu           | Gajdošová Tomljanović | 1/4 de finale Klepač          | Errani Pennetta             |
| 2016  | 1er tour (1/32) Klepač         | Rodionova              | 1er tour (1/32) Errani      | Krajicek Strýcová        | 1er tour (1/32) Kovinić       | Janković Krunić       | 2e tour (1/16) Savchuk        | Mattek-Sands Šafářová       |
| 2017  | 1er tour (1/32) Begu           | Chirico Mertens        | 1er tour (1/32) Parra Sant. | Spears Srebotnik         | 2e tour (1/16) Parra Santonja | Haddad Konjuh         | 2e tour (1/16) Parra Santonja | Dabrowski Xu Yifan          |
| 2018  | 2e tour (1/16) Parra Santonja  | Babos Mladenovic       | 1/4 de finale Srebotnik     | Hlaváčková Strýcová      | 2e tour (1/16) Parra Santonja | Krejčíková Siniaková  | 1er tour (1/32) Voráčová      | Dabrowski Xu Yifan          |
| 2019  | 1er tour (1/32) Parra Santonja | Bara Niculescu         | —                           | —                        | —                             | —                     | 1er tour (1/32) Christian     | Duan Ying-Ying Zheng Saisai |
| 2020  | 1/8 de finale Jabeur           | Brady Dolehide         | 1er tour (1/32) Watson      | Minnen Van Uytvanck      | Annulé                        | Annulé                | —                             | —                           |
| 2021  | 1er tour (1/32) Christian      | Dabrowski Mattek-Sands | 2e tour (1/16) Dolehide     | Fichman Olmos            | 1er tour (1/32) Podoroska     | Santamaria Zidanšek   | —                             | —                           |

N.B. : le nom du ou de la partenaire se trouve sous le résultat ; le nom des ultimes adversaires se trouve à droite.

### En double mixte
| Année | Open d'Australie        | Open d'Australie | Internationaux de France | Internationaux de France | Wimbledon                | Wimbledon   | US Open                  | US Open     |
| ----- | ----------------------- | ---------------- | ------------------------ | ------------------------ | ------------------------ | ----------- | ------------------------ | ----------- |
| 2015  | —                       | —                | —                        | —                        | 1er tour (1/32) André Sá | Olaru Venus | —                        | —           |
| 2016  | 1er tour (1/16) Marrero | Hlaváčková Kubot | —                        | —                        | —                        | —           | —                        | —           |
|       |                         |                  |                          |                          |                          |             |                          |             |
| 2018  | —                       | —                | —                        | —                        | —                        | —           | 1er tour (1/16) M. López | Peschke Ram |

N.B. : le nom du partenaire se trouve sous le résultat ; le nom des ultimes adversaires se trouve à droite.

## Parcours en «Premier Mandatory» et «Premier 5»
Découlant d'une réforme du circuit WTA inaugurée en 2009, les tournois WTA « Premier Mandatory » et « Premier 5 » constituent les catégories d'épreuves les plus prestigieuses, après les quatre levées du Grand Chelem.

### En simple dames
| Année |              | Premier Mandatory           | Premier Mandatory       | Premier Mandatory                 | Premier Mandatory             |       | Premier 5 | Premier 5                    | Premier 5  | Premier 5                    | Premier 5 | Premier 5 | Premier 5 |
| Année | Indian Wells | Miami                       | Madrid                  | Pékin                             |                               | Dubaï | Rome      | Canada                       | Cincinnati |                              | Tokyo     |           |           |
| Année | Indian Wells | Miami                       | Madrid                  | Pékin                             |                               | Doha  | Rome      | Canada                       | Cincinnati |                              | Wuhan     |           |           |
| Année | Indian Wells | Miami                       | Madrid                  | Pékin                             |                               |       | Rome      | Canada                       | Cincinnati |                              |           |           |           |
| 2012  |              |                             |                         | 1er tour (1/32) A. Radwańska      | 2e tour (1/16) A. Kerber      |       |           |                              |            |                              |           |           |           |
| 2013  |              | 4e tour (1/8) M. Sharapova  |                         |                                   |                               |       |           |                              |            |                              |           |           |           |
| 2014  |              |                             |                         | 2e tour (1/16) S. Halep           |                               |       |           |                              |            |                              |           |           |           |
| 2015  |              | 2e tour (1/32) Ka. Plíšková |                         | 1er tour (1/32) A. Radwańska      | 2e tour (1/16) B. Mattek      |       |           |                              |            |                              |           |           |           |
| 2016  |              |                             |                         | 1er tour (1/32) P. Kvitová        | 1er tour (1/32) T. Bacsinszky |       |           |                              |            |                              |           |           |           |
| 2017  |              | 1er tour (1/64) L. Šafářová | 4e tour (1/8) J. Konta  | 3e tour (1/8) A. Sevastova        | 2e tour (1/16) D. Kasatkina   |       |           | 1er tour (1/32) Zheng S.     |            | 1er tour (1/32) D. Gavrilova |           |           |           |
| 2018  |              | 2e tour (1/32) C. Wozniacki | 1er tour (1/64) B. Pera | 2e tour (1/16) J. Görges          |                               |       |           |                              |            |                              |           |           |           |
| 2019  |              |                             |                         | 1er tour (1/32) S. Sorribes Tormo |                               |       |           | 1er tour (1/32) D. Cibulková |            |                              |           |           |           |

Sous le résultat, l’ultime adversaire.

## Parcours en Fed Cup
| #                                                                       | Date       | Lieu         | Surface      | Gagnante(s)                         | Perdante(s)                   | Score             |          |
| ----------------------------------------------------------------------- | ---------- | ------------ | ------------ | ----------------------------------- | ----------------------------- | ----------------- | -------- |
|                                                                         |            |              |              |                                     |                               |                   |          |
| 2015 - Barrage (groupe mondial II) - Argentine - Espagne - 0 : 4        |            |              |              |                                     |                               |                   |          |
| 1                                                                       | 18/04/2015 | Buenos Aires | Terre (ext.) | Lara Arruabarrena                   | María Irigoyen                | 6-0, 6-1          | Parcours |
| 1                                                                       | 18/04/2015 | Buenos Aires | Terre (ext.) | Lara Arruabarrena                   | Paula Ormaechea               | 6-1, 4-6, 9-7     | Parcours |
|                                                                         |            |              |              |                                     |                               |                   |          |
| 2016 - 1er tour (groupe mondial II) - Serbie - Espagne - 0 : 4          |            |              |              |                                     |                               |                   |          |
| 2                                                                       | 06/02/2016 | Kraljevo     | Dur (int.)   | Lara Arruabarrena Lourdes Domínguez | Ivana Jorović Nina Stojanović | 4-6, 7-66, [10-7] | Parcours |
|                                                                         |            |              |              |                                     |                               |                   |          |
| 2017 - 1er tour (groupe mondial) - République tchèque - Espagne : 3 : 2 |            |              |              |                                     |                               |                   |          |
| 3                                                                       | 11/02/2017 | Ostrava      | Dur (int.)   | Karolína Plíšková                   | Lara Arruabarrena             | 6-4, 7-5          | Parcours |
| 3                                                                       | 11/02/2017 | Ostrava      | Dur (int.)   | Barbora Strýcová                    | Lara Arruabarrena             | 6-4, 6-4          | Parcours |
|                                                                         |            |              |              |                                     |                               |                   |          |
| 2018 - 1er tour (groupe mondial II) - Italie - Espagne : 3 : 2          |            |              |              |                                     |                               |                   |          |
| 4                                                                       | 10/02/2018 | Chieti       | Terre (int.) | Sara Errani                         | Lara Arruabarrena             | 6-1, 6-1          | Parcours |
| 4                                                                       | 10/02/2018 | Chieti       | Terre (int.) | Deborah Chiesa                      | Lara Arruabarrena             | 6-4, 2-6, 7-67    | Parcours |

## Classements WTA en fin de saison
| Année          | 2008 | 2009 | 2010 | 2011 | 2012 | 2013 | 2014 | 2015 | 2016 | 2017 | 2018 | 2019 | 2020 | 2021 |
| Rang en simple | 725  | 458  | 396  | 167  | 77   | 100  | 88   | 86   | 66   | 84   | 84   | 155  | 164  | 219  |
| Rang en double | –    | 495  | 307  | 176  | 211  | 106  | 64   | 31   | 59   | 78   | 39   | 52   | 83   | 137  |

Source : (en) Classements de Lara Arruabarrena sur le site officiel de la Fédération internationale de tennis

## Records et statistiques

### Victoires sur le top 10
Toutes ses victoires sur des joueuses classées dans le top 10 de la WTA lors de la rencontre.
| Légende      |
| Grand Chelem |
| Premier*     |
| Fed Cup      |

| # |       |  | Tournoi | Année | Surface |  | Adversaire          | Rang | Tour | Score          | Tableau |
| - | ----- |  | ------- | ----- | ------- |  | ------------------- | ---- | ---- | -------------- | ------- |
| 1 | no 98 |  | Pékin   | 2015  | Dur     |  | Simona Halep        | no 2 | 1/32 | 5-4 ab.        | Tableau |
| 2 | no 72 |  | Miami   | 2017  | Dur     |  | Madison Keys        | no 9 | 1/16 | 7-5, 7-5       | Tableau |
| 3 | no 90 |  | Pékin   | 2017  | Dur     |  | Svetlana Kuznetsova | no 9 | 1/32 | 6-72, 7-5, 6-1 | Tableau |